# Hemacroneuria
Hemacroneuria és un gènere d'insectes plecòpters pertanyent a la família dels pèrlids.

## Hàbitat
En els seus estadis immadurs són aquàtics i viuen a l'aigua dolça, mentre que com a adults són terrestres i voladors.

## Distribució geogràfica
Es troba a Àsia: el Vietnam.

## Taxonomia
- Hemacroneuria malickyi (Stark & Sivec, 2008)
- Hemacroneuria marginalis (Stark & Sivec, 2008)
- Hemacroneuria violacea (Enderlein, 1909)[5][6][7]